# Sừng Vàng (phim)
Sừng Vàng (tiếng Nga: Золотые рога) là một bộ phim thần tiên - cổ tích của đạo diễn Aleksandr Rou, xuất bản năm 1972.

## Nội dung
Hai chị em Mashenka (Ira Chigrinova), Dashenka (Lena Chigrinova) mải mê đi hái nấm trong rừng và bị một lũ quỷ rừng tinh nghịch quyến rũ. Chúng bị dẫn dụ vào sâu trong khu rừng rậm rạp, tối om và mụ phù thủy đầm lầy (Georgy Millyar) biến thành nai, giam giữ bằng xích và gai góc.
Ở làng, bà Yevdokia (Raisa Ryazanov) - mẹ của lũ trẻ - đợi mãi không thấy con về, đã khăn gói đi tìm. Trải qua một chặng đường rất dài, được sự chỉ lối của củ cải đỏ vui nhộn, người mẹ can đảm đã hỏi khắp các vị thần Mặt Trời, Mặt Trăng, Gió, Đất. Khi tới một cánh đồng cỏ trống, bà Yevdokia gặp Sừng Vàng - vị thần Rừng trong hình dạng một con Hươu lớn. Con Hươu thần đang bị một toán cướp hung ác truy đuổi hòng chiếm đoạt cặp sừng vàng, vị thần tốt bụng đã tặng bà mẹ một chiếc nhẫn có phép lạ.
Trong lúc đó, ở nhà cậu bé Kiryusha (Vladimir Belov) - anh trai của hai cô bé - sốt ruột đã trốn ông nội đi tìm mẹ và hai em. Cùng đi với cậu là con mèo biết nói. Không may, khi bước đến khu rừng rậm, đến lượt Kiryusha bị mụ phù thủy đầm lầy phát hiện qua chiếc gương thần và cũng biến thành nai, bọn trẻ kêu khóc và cãi cọ om sòm. Đoạn phim này xuất hiện chiếc mũ tàng hình - bảo bối di chuyển của mụ phù thủy.
Cuộc giải cứu những đứa con bắt đầu khi bà mẹ bị mụ phù thủy độc ác thổi lửa đốt cháy khu rừng xuyên qua gương thần. Thế nhưng chiếc nhẫn thần đã dập tắt được lửa và cũng nhờ ngọn lửa ấy, trong chốc lát bà mẹ can đảm đã hóa thành một chiến binh với giáp trụ, khiên và kiếm sáng lòa, sẵn sàng bước vào cuộc chiến đấu với kẻ gian ác.
Trải qua nhiều hiệp đấu mà các nhà làm phim khéo léo đan xen nhiều tình tiết vui nhộn như: mụ phù thủy bị mất kiếm ngã lăn quay... thì cái Thiện đã chiến thắng cái Ác, các con được giải thoát khỏi lốt nai và nữ chiến binh lại trở lại thành bà mẹ nhân hậu như xưa. Còn mụ phù thủy thì chạy trốn, và từ đấy xứ sở đầm lầy không còn tin tưởng vào sức mạnh của mụ phù thủy ngạo mạn nữa.
Vị thần cổ thụ Kapitonych (Aleksey Smirnov) - nhân vật có uy tín lớn nhất ở xứ sở rừng rậm và đầm lầy - đã kêu gọi các cư dân đầm lầy nổi lên đánh đổ mụ phù thủy gian ác, trả lại sự yên bình cho miền đất này. Sau cùng, mụ phù thủy bị dìm chết cùng với ngôi nhà chân gà của mình, thế là hết đời một kẻ xấu xa.

## Kĩ thuật

### Sản xuất
- Âm nhạc: Arkady Filippenko
- Dựng phim: Yury Dyakonov, Vladimir Okunev
- Thiết kế sản xuất: Arseny Klopotovsky

### Diễn xuất
- Anastasia Zuyeva... người kể chuyện
- Raisa Ryazanova... Bà Yevdokia
- Vladimir Belov... Kiryusha
- Ira Chigrinova... Mashenka
- Lena Chigrinova... Dashenka
- Georgy Millyar... Baba-Yaga/ông nội Markel
- Aleksey Smirnov... Kapitonych - thần cổ thụ
- Lev Potyomkin... thần Nước
- Yury Kharchenko... Khokhrik
- Ivan Bayda... Tyap
- Aleksandr Gorbachev... Lyap
- Vera Altayskaya... hầu gái Kukharochka
- Zoya Tolbuzina (Zemnukhova)... yêu tinh nhành cây
- Margarita Korabelnikova... Zadorinka
- Aleksandr Tkachenko... thần Mặt Trời
- Valentin Bryleyev... thần Mặt Trăng
- Aleksandr Khvylya... thần Gió Vetrovich
- Mikhail Pugovkin... Ataman Irod - thủ lĩnh băng cướp
- Boris Sichkin... Oduvanchuk - tên cướp
- Savely Kramarov... Sunduk - tên cướp chột
- Aleksander Aleshin
- Ibragim Bargi
- Nikolai Gorlov
- Sergey Nikolayev... thuộc hạ thân tín của Irod
- Vladimir Maslatsov
- Arkady Zinman
- Mikhail Scherbakov
- I.Leongarov
- P.Mukhin
- Semyon Safonov
- Roman Yuryev-Luntz
- Varvara Popova... bà Anastasia

## Hậu trường
Đây là bộ phim cuối cùng trong sự nghiệp đạo diễn của Aleksandr Rou. Không chỉ tập hợp một số lượng đông đảo những ngôi sao màn bạc Soviet một thời (như Raisa Ryazanova, Georgy Millyar, Aleksey Smirnov, Vera Altayskaya, Aleksandr Khvylya, Mikhail Pugovkin, Savely Kramarov, Anastasia Zuyeva...) và thường thấy trong các tác phẩm của Aleksandr Rou, bộ phim còn có sự tham gia của nhà thơ Lev Potyomkin - tác giả của bài thơ được phổ nhạc nổi tiếng "Trận đánh cuối cùng Lưu trữ ngày 5 tháng 3 năm 2016 tại Wayback Machine" - với vai trò biên kịch và diễn viên phụ (trong vai thần Nước).
Nội dung phim được các nhà phê bình điện ảnh đánh giá là vô cùng hấp dẫn - đặc biệt với lứa tuổi thiếu nhi - và đan cài nhiều tình tiết ly kỳ, lý thú. Bộ mở đầu bằng một bài hát dân ca trữ tình với vũ điệu vòng tròn "Cây bạch dương" rất nổi tiếng, dường như các nhà làm phim rất cố gắng để đem cái hồn văn hóa Nga vào trong một bộ phim giải trí để tăng giá trị nhân văn và ý nghĩa giáo dục, đây thực sự cũng được xem là yếu tố cuốn hút của bộ phim.
Thủ vai mụ phù thủy đầm lầy là diễn viên Georgy Millyar - người đảm nhận các vai quỷ sứ, phù thủy nhiều nhất trên màn ảnh Liên Xô và cả nước Nga hiện đại. Trong bộ phim này, ông cũng kiêm nhiệm luôn vai ông nội Markel, đây cũng là lần thứ hai ông đóng một lúc hai vai trong một bộ phim (trước đó là vai người cha và mụ phù thủy trong phim "Nàng Vasilisa xinh đẹp"). Chi tiết thú vị nhất là khi Georgy Millyar đóng cảnh mụ phù thủy ngồi trước gương và nghêu ngao hát: "Bởi Yaga rất xinh đẹp. Ta say sưa ngắm nhìn. Đâu là tình yêu lớn nhất đời của ta ? Chính ta ! Chính ta ! Chính ta !" (На красавицу Ягу. Наглядеться не могу. Кто любимая моя ? Я! Я! Я!).
Trong phim cũng xuất hiện một số nhân vật gây được ấn tượng như ông thần cổ thụ Kapitonych ham mê đánh bài, mụ hầu gái Kukharochka mũi dài, con Gấu Misha thèm sữa tươi, những tên cướp tham ăn và quỷ quyệt, củ cải đỏ tinh nghịch.

### Công chiếu
Do tên gọi ban đầu hơi khó hiểu khi chuyển nghĩa ra tiếng nước ngoài, cho nên hầu hết các phiên bản ngoại ngữ của bộ phim đều khác biệt so với bản gốc. Chẳng hạn:
- Der Hirsch mit dem goldenen Geweih (Con Hươu có Gạc vàng - Đông/Tây Đức)
- Olen - Solotyje roga (Sừng Vàng - Đông Đức)
- Baba Yaga (phù thủy đầm lầy - Anh)
- Golden Horns (Sừng Vàng - Bắc Mỹ)
- Kultaiset sarvet (Sừng Vàng - Phần Lan)

Khi mới ra đời, bộ phim được công chiếu một cách hạn chế ở nước ngoài, đó là các ngày 21 tháng 12 năm 1973 tại Cộng hòa Dân chủ Đức và 26 tháng 12 năm 1973 ở Phần Lan, đều trong dịp Giáng sinh.
Ở Việt Nam, cùng với câu chuyện "Vương quốc của những chiếc gương cong", bộ phim này lần đầu được giới thiệu trong lịch phim hàng tuần phát đều đặn trên kênh VTV3 và được trình chiếu trong chương trình tạp kỹ dành cho thiếu nhi lúc 3 giờ chiều (tức 15 giờ), vào mùa hè - tháng 7 (1999). Tên gọi của bộ phim được đổi thành "Phù thủy đầm lầy".

### Lời thoại
- "Hỡi thần Núi, hãy gửi phương tiện hàng không của ngươi đến cho ta !" (Kukharochka)